# Plantago afra
Plantago afra é uma espécie de planta com flor pertencente à família Plantaginaceae. 
A autoridade científica da espécie é L., tendo sido publicada em Species Plantarum, Editio Secunda 2: 168. 1762.
Os seus nomes comuns são erva-das-pulgas, erva-pulgueira, tanchagem-da-áfrica ou zaragatoa.

## Portugal
Trata-se de uma espécie presente no território português, nomeadamente os seguintes táxones infraespecíficos:
- Plantago afra var. afra - presente em Portugal Continental. Em termos de naturalidade é nativa da região atrás referida. Não se encontra protegida por legislação portuguesa ou da Comunidade Europeia.
- Plantago afra var. obtusata - presente no Arquipélago da Madeira. Em termos de naturalidade é nativa da região atrás referida. Não se encontra protegida por legislação portuguesa ou da Comunidade Europeia.